# Aldebrő megállóhely
Aldebrő megállóhely egy megszűnt Heves vármegyei vasúti megállóhely, melyet a MÁV üzemeltetett Aldebrő településen.
A belterület délnyugati szélén létesült, a központtól 1 kilométerre; közúti megközelítését a 2417-es útból, annak körülbelül a 3+800-as kilométerszelvényénél, délnyugati irányban kiágazó, mintegy 600 méter hosszú, 24 311-es számú mellékút (települési nevén Vörösmarty út) biztosítja.

## Vasútvonalak
A Kisterenye–Kál-Kápolna-vasútvonal egyik megállóhelye volt, személyvonat utoljára 2007. március 3-án közlekedett.

## Kapcsolódó állomások
A megállóhelyhez az alábbi állomások vannak a legközelebb:
- Feldebrő megállóhely (Kisterenye vasútállomás, Kisterenye–Kál-Kápolna-vasútvonal)
- Tófalu megállóhely (Kál-Kápolna vasútállomás, Kisterenye–Kál-Kápolna-vasútvonal)